# Manoir de Kerbernès
Le manoir de Kerbernès est un édifice situé à Séglien en France.

## Localisation
Le manoir était situé sur le territoire de la commune de Séglien, au lieu-dit Kerbernes, dans le département du Morbihan en région Bretagne.

## Description
Le corps de logis est construit à la limite des XVIe et XVIIe siècles. Édifice à un étage carré, toiture à longs pans ; pignon découvert.

## Historique
Le manoir est inscrit à l'inventaire général du patrimoine culturel.